# Мітральєза

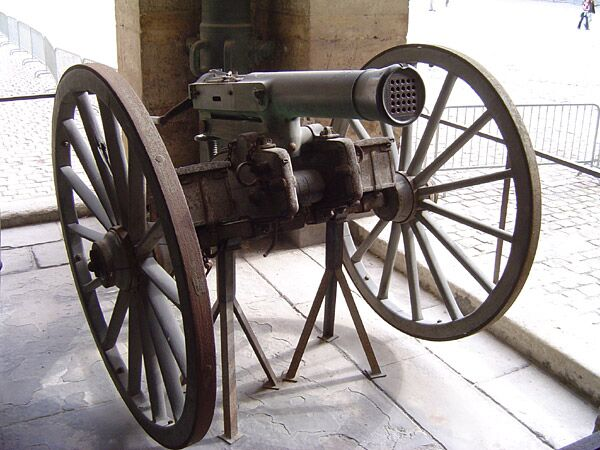
Мітральєза Реффі, виготовлена в 1867 році

Мітральє́за (фр. mitrailleuse, від mitraille — «картеч»), іноді картечниця  — вогнепальна зброя для ведення інтенсивного вогню, яка була на озброєнні у 2-й половині 19 ст. Могла мати один (зрідка), або багато стволів (зазвичай), при чому у багатоствольних мітральєз стволи могли бути нерухомими, або рухомими (обертовими). Постріли могли відбуватися послідовно з кожного ствола або ряду стволів, або разом з усіх стволів, тобто залпом. Робота механізмів мітральєзи, що відповідали за стрільбу та перезаряджання відбувалась за рахунок мускульної сили стрільця, що є ключовою відміною мітральєз від почасти близких до них кулеметів, у яких для цього ж застосовується енергія порохових газів. Таким чином мітральєза є механичною зброєю, тоді як кулемет — автоматичною. З винаходом кулемета мітральєза вийшла з ужитку.
У французькій мові терміном mitrailleuse позначаються як картечниці, так і кулемети. Мітральєзою також називається один з елементів машини для виробництва сигарет.

## Історія

### Передісторія
Для ведення артилерійського вогню по щільних лавах піхоти й кавалерії здавна застосовувалася картеч. Проте, у картечних зарядів були свої недоліки. Вона сильно зношувала гарматні стволи, до того ж, швидкострільність картеччю була дуже низькою: часто гармата встигала зробити тільки один постріл перед тим, як бути захопленою противником. Це навело спеціалістів на думку створити багатоствольні малокаліберні системи. Вже у 1476 році під час битви у Пікардії важка кавалерія венеціанських військ генерала Коллеоні була озброєна багатоствольними гарматами.

### Винахід картечниці
1846 року з'явився друком трактат з артилерії, де містилась ідея розмістити на спільній рамі 6-24 малокаліберних мушкетних стволів. Кілька років по тому, 1851 року бельгійський зброяр Монтіньї реалізував цю ідею. Але щоб зробити стрільбу з такої зброї швидкою та безпечною, вимагався механізм швидкого перезаряджання. Він з'явився через три роки, винайдений чеським зброяром Сильвестром Крнкою, який створив швидкострільну рушницю під набій Лефоше. Використавши досвід, Монтіньї вдосконалив свій проєкт. 1859 року він представив його імператору Наполеону III, який розпорядився взяти рушницю на озброєння французької армії. Зброя, яка отримала назву «картечниця» або «мітральєза», мала 37 стволів.
Найперша «справжня» мітральєза була винайдена в 1851 році капітаном бельгійської армії Фафшампсом, за 10 років до появи кулемета Гатлінга. За нею в 1863 році з'явилася мітральєза Монтіньї. Її вдосконалив Вершер де Реффі і в 1866 році в умовах найсуворішої таємності її було прийнято на озброєння французької армії, як 25-ствольну «Canon à Balles», або мітральєзу Реффі. Вона стала першою скорострільною зброєю, яку регулярна армія використала у великому конфлікті як своє стандартне озброєння. Це трапилося під час франко-пруської війни 1870—1871.
У XX столітті картечниці системи Гатлінга (тобто такі що мають обертові стволи) знов прийшли на озброєння на новому техничному рівні, з заміною ручного механичного привода на електричний.